# Relaciones Dinamarca-Nicaragua
Las relaciones Dinamarca-Nicaragua se refieren a las relaciones históricas entre Dinamarca y Nicaragua. Dinamarca está acreditada en Nicaragua desde su embajada en La Paz, Bolivia. Nicaragua está acreditada en Dinamarca desde su embajada en Helsinki, Finlandia. Las relaciones se describen como buenas. Nicaragua es un país de programa danés desde 1993.

## Historia
En 1993, Nicaragua fue elegida como uno de los 20 países del programa para la ayuda al desarrollo de Dinamarca (DANIDA). En 1989 Dinamarca formó parte de un grupo de países que se combinaron para dar $ 20 millones a Nicaragua en respuesta a las concesiones domésticas que llevaron a las elecciones generales nicaragüenses 1990 1990 que depuso el Frente Sandinista de Liberación Nacional ] De la energía. En la década de 1990, Dinamarca donó $ 1.8 millones para apoyar el desminado de minas terrestres en Nicaragua. 8.700 minas terrestres fueron limpiadas en la zona en la que Dinamarca financia actividades.

## Asistencia danesa
El programa danés de desarrollo asiste a Nicaragua en cuatro sectores prioritarios: transporte, agricultura, política ambiental y educación.
En julio de 2007, la secretaría de la Red Danesa de Investigación para el Desarrollo recopiló una visión general de la colaboración continua en materia de investigación entre Dinamarca y Nicaragua en las esferas de la agricultura, el medio ambiente y la gobernanza.
En 2009, Dinamarca anunció que reduciría su ayuda de unos 35 millones de dólares en 2009 a unos 26 millones de dólares en 2010, y dijo que reorientaría parte de la ayuda hacia los actores de la sociedad civil en vez de prestar asistencia directa al gobierno de Nicaragua. El anuncio fue hecho por la ministra de Cooperación de Desarrollo de Dinamarca Ulla Tørnæs durante una visita al país latinoamericano donde se reunió con el presidente Daniel Ortega. Tørnæs también pidió al gobierno nicaragüense que respete las normas democráticas con respecto a las elecciones libres.
Dinamarca ayuda a Nicaragua a construir un camino entre los dos municipios; Nueva Guinea y Bluefields.
En 2010, Dinamarca anunció su intención de dejar de proporcionar todos los fondos de desarrollo a Nicargaua, aunque no indicaron una fecha firme para que esto suceda. Esto se presentó como parte de la estrategia general de Denmarks para dejar de dar ayuda a los países latinoamericanos para que pueda concentrar mejor su presupuesto de desarrollo en África. En 2010, Lene Espersen dijo que Dinamarca cerrará su embajada en Managua.
En febrero de 2011, Dinamarca ayudó a Nicaragua con $ 18 millones a las elecciones generales de Nicaragua, 2011, pero el gobierno de Nicaragua rechazó el dinero.

## Visitas de Estado
El primer ministro danés, Anders Fogh Rasmussen, visitó Nicaragua en 2003 y el presidente nicaragüense, Enrique Bolaños Geyer, visitó Dinamarca en 2004.